# ستيفن لي (ممثل)
ستيفن لي (بالإنجليزية: Stephen Lee)‏ (و. 1955 – 2014 م) هو ممثل، وممثل تلفزيوني، من الولايات المتحدة الأمريكية، ولد في إنغلوود، توفي في لوس أنجلوس، عن عمر يناهز 59 عاماً.

## التعليم
تعلم في Avila University ‏.

## وصلات خارجية
- ستيفن لي على موقع IMDb (الإنجليزية)
- ستيفن لي على موقع ألو سيني (الفرنسية)
- ستيفن لي على موقع أول موفي (الإنجليزية)
- ستيفن لي على موقع قاعدة بيانات الأفلام السويدية (السويدية)
- ستيفن لي على موقع قاعدة بيانات الفيلم (الإنجليزية)
- ستيفن لي على موقع كينوبويسك (الروسية)